# Heriaeus graminicola
Heriaeus graminicola – gatunek pająka z rodziny ukośnikowatych (Thomisidae).

## Występowanie
Europa (w tym w Polska), Kaukaz, Iran. W Europie występuje w części centralnej – według jednych źródeł od Belgii i Szwajcarii do zachodniej Rosji i od Macedonii poprzez Bułgarię (tzn. bez Serbii) do Polski, według innych na zachodzie sięga aż do Francji, na południu do Grecji i obejmuje Serbię, a na północy występuje również w Estonii.
W Polsce jest gatunkiem rzadkim, ale lokalnie licznym. Jest wpisany na Czerwoną listę zwierząt ginących i zagrożonych w Polsce z kategorią VU (gatunek narażony).
Pająk ten spotykany jest w środowisku wilgotnym, nasłonecznionym i ciepłym – na mokradłach, torfowiskach, wilgotnych leśnych polanach. Występuje wśród gęstej roślinności zielnej i traw, w tym trzcin. Wyczekuje na swoją zdobycz na liściach lub kwiatach.

## Morfologia
Ubarwienie jasnozielone. Samice mają 6,3–7,5 mm długości, samce 4,4–5,1 mm.
Odwłok (tutaj opistosoma) jest owalny, tylko nieznacznie dłuższy niż szeroki. odnóża III-IV są trochę jaśniejsze, Epigyne (zewnętrzna część narządu płciowego samicy) z małym otworem.
Ciało pokryte jest długimi białymi włoskami, u nasady odwłoka znajduje się mniej lub bardziej rozmyta czerwonawa plama.
W Polsce występuje jeszcze jeden gatunek z tego rodzaju – Heriaeus mellottei. Jest jeszcze rzadszy. Ma odwłok mniej więcej dwukrotnie dłuższy niż szeroki i epigyne z dużym otworem, 3 jasne paski na odwłoku, jasne, żółto–szmaragdowe ubarwienie i występuje w miejscach suchych.